# میگوی شاد نارنجی
میگوی شاد نارنجی (نام علمی: Caridina loehae) نام یک گونه از فروراسته میگوهای اصلی است.